# Galateea (mitologie)
Galateea (greacă Γαλάτεια „cea care este albă ca laptele”) este o nereidă (fiica lui Nereu și a lui Doris) din mitologia greacă.
De ea s-a îndrăgostit puternicul ciclop sicilian, Polifem, însă, Galateea l-a respins, deoarece era îndrăgostită de Acis. Gelozia ciclopului a fost nemiloasă: Polifem l-a strivit pe Acis cu o stâncă. Din picăturile de sânge ale iubitului său, Galateea a creat un râu limpede și frumos, care izvorăște din Muntele Etna.